# Магнитное дутьё

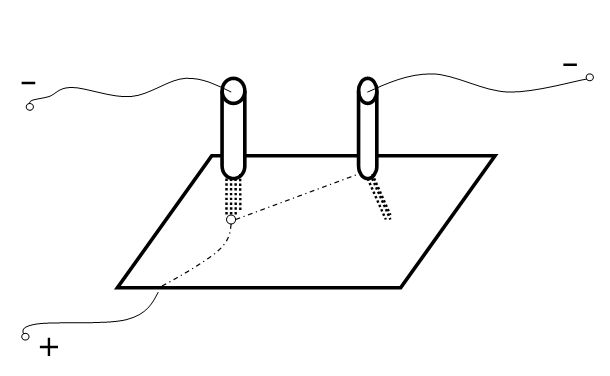
Отклонение дуги при магнитном дутье

Магнитное дутьё — явление отклонения электрической дуги от оси электрода, блуждание конца дуги по изделию при ручной дуговой сварке.
Магнитное дутьё приводит к разбрызгиванию металла при сварке, ухудшению качество шва.

## Сущность
В процессе сварки в сварочной цепи протекает ток в электрической дуге и в сварочной цепи изделия. Эти токи создают магнитное поле.
Взаимодействие магнитного поля цепи тока в изделии с током столба дуги создает силу, направленную к его центру (явление пинч-эффекта). Эта сила, при подключении электрического провода к месту где заканчивается дуга, не вызывает отклонения столба, а возвращает его при отклонении в начальное положение.
Если место подключения провода находится на каком-либо расстоянии от перпендикуляра, то возникающее магнитное поле является поперечным и вызывает отклонение столба. Отклоняющая сила пропорциональна квадрату дугового тока, поэтому магнитное дутье увеличивается при увеличении сварочного тока. Дутье приводит к ограничению сварки постоянным током на больших значениях электрического тока.
Действие магнитного дутья сильно ослабляется при сварке на переменном токе. В этом случае под действием переменного магнитного поля тока в изделии наводится электродвижущая сила. Э. д. с. создает вихревые токи. Создаваемый ими магнитный поток меньше потока, создаваемого постоянным током. В результате при больших переменных токах (1000—2000 А) действие магнитного дутья незначительно.
Из-за магнитного дутья возникают трудности при сварке угловых и стыковых швов.

## Методы борьбы
Магнитное дутьё ослабляется при использовании переменного тока, наклоне электрода, изменении мест подключения сварочного провода к изделию. Так же есть специализированное оборудование, которое полностью убирает эффект магнитного дутья: устройства размагничивания и компенсации магнитного поля.